# ریچارد مارتینی
ریچارد مارتینی (انگلیسی: Richard Martini؛ زادهٔ ۱۲ مارس ۱۹۵۵) کارگردان فیلم اهل ایالات متحده آمریکا است.
از فیلم‌ها یا برنامه‌های تلویزیونی که وی در آن نقش داشته‌است، می‌توان به سالت، مرد کن، تکان دهنده‌ها و لرزاننده‌ها و تو نمی‌تونی در عشق عجله کنی اشاره کرد.